# I liga 1965-1966 (pallacanestro maschile)
La I liga 1965-1966 è stata la 32ª edizione del massimo campionato polacco di pallacanestro maschile. La vittoria finale è stata ad appannaggio del Legia Varsavia.

## Risultati

### Stagione regolare
|     | Squadra          | G  | V  | P  | PF   | PS   | Pt. | Qualificazione        |
| --- | ---------------- | -- | -- | -- | ---- | ---- | --- | --------------------- |
| 1.  | Legia Varsavia   | 22 | 19 | 3  | 1794 | 1541 | 41  |                       |
| 2.  | Wisła Cracovia   | 22 | 18 | 4  | 1745 | 1401 | 40  |                       |
| 3.  | Śląsk Breslavia  | 22 | 16 | 6  | 1809 | 1513 | 38  |                       |
| 4.  | AZS Varsavia     | 22 | 15 | 7  | 1592 | 1431 | 37  |                       |
| 5.  | Wybrzeże Danzica | 22 | 14 | 8  | 1673 | 1481 | 36  |                       |
| 6.  | AZS Toruń        | 22 | 12 | 10 | 1659 | 1665 | 34  |                       |
| 7.  | Polonia Varsavia | 22 | 9  | 13 | 1460 | 1559 | 31  |                       |
| 8.  | ŁKS Łódź         | 22 | 8  | 14 | 1583 | 1731 | 30  |                       |
| 9.  | Lech Poznań      | 22 | 8  | 14 | 1467 | 1586 | 30  |                       |
| 10. | Start Lublino    | 22 | 7  | 15 | 1530 | 1646 | 29  |                       |
| 11. | Sparta Cracovia  | 22 | 4  | 18 | 1426 | 1669 | 26  | retrocesse in II liga |
| 12. | Ślęza Breslavia  | 22 | 2  | 20 | 1346 | 1834 | 24  | retrocesse in II liga |

| I liga 1965-1966         |
| ------------------------ |
| Legia Varsavia 6º titolo |

## Formazione vincitrice
| N° | Naz.               | Ruolo | Sportivo              |  | Alt. |  |
| -- | ------------------ | ----- | --------------------- |  | ---- |  |
|    | Polonia (bandiera) | G     | Leszek Arent          |  | 187  |  |
|    | Polonia (bandiera) |       | Ryszard Kubanek       |  |      |  |
|    | Polonia (bandiera) | C     | Mirosław Kuczyński    |  | 201  |  |
|    | Polonia (bandiera) |       | Mieczysław Kuczyński  |  |      |  |
|    | Polonia (bandiera) | A     | Stanisław Olejniczak  |  | 193  |  |
|    | Polonia (bandiera) | G     | Janusz Olejnik        |  | 186  |  |
|    | Polonia (bandiera) | C     | Bogusław Piltz        |  | 196  |  |
|    | Polonia (bandiera) | G     | Andrzej Pstrokoński   |  | 185  |  |
|    | Polonia (bandiera) | A     | Marian Reszytyło      |  | 196  |  |
|    | Polonia (bandiera) |       | Tadeusz Suski         |  |      |  |
|    | Polonia (bandiera) | G     | Włodzimierz Trams     |  | 189  |  |
|    | Polonia (bandiera) |       | Andrzej Tybinkowski   |  |      |  |
|    | Polonia (bandiera) | A     | Janusz Wichowski      |  | 196  |  |
|    | Polonia (bandiera) |       | Tomasz Wronecki       |  |      |  |
|    | Polonia (bandiera) | G     | Ryszard Żurek         |  | 193  |  |
|    | Polonia (bandiera) | All.  | Władysław Maleszewski |  |      |  |